# UCI Cinemas
UCI Cinemas (United Cinemas International) es una marca de cines, que actualmente opera en Alemania, Italia, Portugal y Brasil, propiedad desde 2004 de Odeon Cinemas Group, cuyo propietario es ahora AMC Theatres, a excepción de UCI Cinemas Brasil que también desde el mismo año es propiedad de National Amusements.

## Historia
La organización fue anunciada en 1988 como una empresa conjunta entre United Artists Theaters, United International Pictures y AMC Theatres para operar cines en el Reino Unido, Irlanda y Alemania. Sin embargo, AMC se retiró y vendió sus activos. La empresa conjunta pasó a llamarse United Cinemas International y se expandió a otros países. Más tarde, fue adquirida por Terra Firma junto con Odeon Cinemas. Los cines UCI y thefilmworks en el Reino Unido se convirtieron en Odeon. En Brasil, los cines fueron adquiridos por National Amusements. En Irlanda, se mantuvo el nombre UCI pero fue administrado por Odeon Cinemas. Finalmente, los cines irlandeses también se rebrandearon como Odeon.

## Ubicaciones actuales

### Brasil
- Campo Grande - Compras Bosque dos Ipês
- Río de Janeiro – New York City Center, NorteShopping, Park Shopping Campo Grande
- São Paulo – Shopping Jardim Sul, Shopping Anália Franco, Shopping Santana Parque
- Salvador – Shopping da Bahia, Shopping Paralela, Shopping Barra
- Curitiba – Shopping Estação, Shopping Palladium
- Ribeirão Preto – Compras en Ribeirão
- Recife – Shopping Recife, Shopping Plaza Casaforte, Shopping Tacarauna
- Fortaleza – Shopping Iguatemi Fortaleza, Shopping Parangaba
- São Luís - Shopping da Ilha
- Belém - Compras Bosque Grão-Pará
- Manaos - Compras en el Parque Sumaúma
- Juiz de Fora – Shopping Independencia
- Canoas - Parque Comercial Canoas

### Alemania
- Bad Oeynhausen
- Berlín – am Eastgate
- Berlín – Coliseo
- Berlín – Pasaje Gropius
- Berlín – Mercedes Platz
- Bochum – Ruhrpark
- Cottbus – am Lausitz Park
- Dessau-Roßlau – Dessau
- Dresde – Parque Elba
- Düsseldorf
- Duisburgo
- Flensburgo
- Gerá
- Hamburgo – Mundsburgo
- Hamburgo – Parque Othmarschen
- Hamburgo – Smart City (Wandsbek)
- Hürth – Parque de Hürth
- Kaiserslautern
- Leipzig – Günthersdorf Nova Eventis
- neuss
- Nordhorn
- Paderborn
- Potsdam
- Wilhelmshaven

### Italia

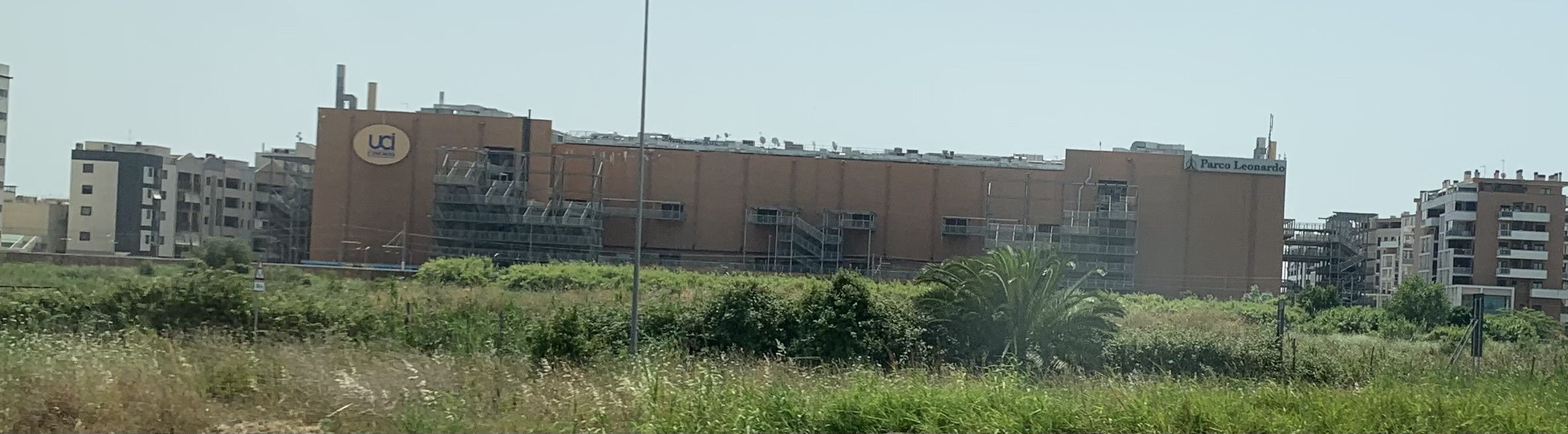
UCI Cinemas Parco Leonardo, Roma

- Alessandria
- Ancona
- Arezzo
- Bolzano
- Milán
- Casoria
- Cagliari
- Catania
- Como
- Curno
- Fano
- Jesi
- Ferrara
- Florencia
- Fiume Veneto
- Génova
- Gualtieri
- Lissone
- RomaUCI Cinemas Parco Leonardo, Roma
- Marghera
- Marcon
- Matera
- Bolonia
- Mesina
- Molfetta
- Moncalieri
- Orio al Serio
- Pioltello
- Plasencia
- Perugia
- Porto Sant'Elpidio
- San Benedetto del Tronto
- Sinalunga
- Turín
- Verona
- Villesse
- Palermo
- Reggio Emilia
- Vicenza

### Portugal
- Amadora (Lisboa)
- Lisboa
- Vila Nova de Gaia (Oporto)